# Asian Cultural Council

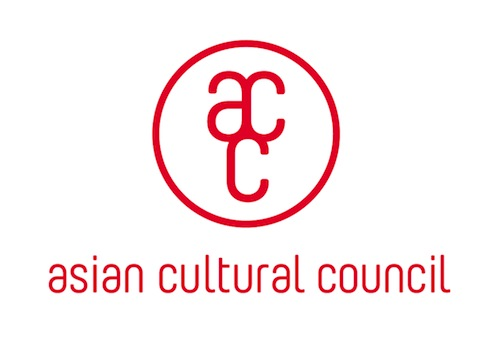
Logo des Asian Cultural Council

Der Asian Cultural Council (ACC) ist eine US-amerikanische Non-Profit-Organisation mit Sitz in New York City, die sich der Förderung des Kulturaustausches zwischen den USA und Asien verschrieben hat. Die Organisation hat darüber hinaus Büros in Hongkong, Manila, Taipei und Tokio. ACC wurde 1980 gegründet und geht auf das von 1963 bis 1979 bestehende Asian Cultural Program von John D. Rockefeller III zurück.

## John D. Rockefeller 3rd Award
Der Asian Cultural Council vergibt u. a. den John D. Rockefeller 3rd Award:
- 1970: Richard Bartholomew
- 1986: John M. Rosenfield
- 1987: José Maceda
- 1988: James R. Brandon
- 1990: Sherman E. Lee
- 1991: Chou Wen-chung
- 1992: Kapila Vatsyayan
- 1993: Donald Richie
- 1995: Setsu Asakura
- 1996: Ma Chengyuan
- 1997: Beate Gordon
- 1998: Nguyen Van Huy
- 1999: Proeung Chhieng
- 2000: Ellen Stewart
- 2002: Yang Meiqi
- 2003: Judy Mitoma
- 2005: Mella Jaarsma, Nindityo Adipurnomo
- 2006: Lin Hwai-min
- 2007: Nestor O. Jardin
- 2008: Ratan Thiyam
- 2010: Samina Quraeshi
- 2013: Amna Kusumo
- 2013: Pichet Klunchun
- 2013: Chinary Ung
- 2015: Duk-Hyung Yoo
- 2017: Shen Wei
- 2019: Kengo Kuma
- 2021: Midori
- 2024: Takashi Murakami